# Hjalmar Borgstrøm
Hjalmar Borgstrøm, właśc. Hjalmar Jensen (ur. 23 marca 1864 w Oslo, zm. 5 lipca 1925 tamże) – norweski kompozytor i krytyk muzyczny.

## Życiorys
W 1887 roku przyjął nazwisko panieńskie swojej matki, Borgstrøm. Studiował w Oslo u Johana Svendsena i w Kopenhadze u Ludviga Mathiasa Lindemana. Był też uczniem Ole Olsena. W latach 1887–1889 student konserwatorium w Lipsku. Między 1889 a 1901 rokiem mieszkał w Berlinie, pracując jako korespondent prasowy. Po powrocie do Norwegii pisał jako krytyk muzyczny do gazet Verdens Gang i Aftenposten.

## Twórczość
Tworzył muzykę o charakterze programowym. Napisał m.in. dwie symfonie (I G-dur 1890, II d-mol 1912), poematy symfoniczne Hamlet (1903), Jesus i Getsemane (1904), John Gabriel Borckamn (1905), De dodes nat (1905) i Tanken (1916), Koncert fortepianowy (1910), Koncert skrzypcowy (1914), kantaty Hvem er Du med du tusene Navne (1889) i Reformasjonkantate (1914), opery Thora pa rimol (1894) i Fiskeren (1900), pieśni.